# Hamamelistes gibberi
Hamamelistes gibberi är en insektsart. Hamamelistes gibberi ingår i släktet Hamamelistes och familjen långrörsbladlöss. Inga underarter finns listade i Catalogue of Life.